# Догонов, Владимир Николаевич
Влади́мир Никола́евич Дого́нов (укр. Володимир Миколайович Догонов; род. 10 апреля 1969) — украинский военачальник, капитан 1-го ранга. Начальник Николаевского гарнизона с 2015 года. Командовал Южной военно-морской базой Украины (2004—2014).

## Биография
Учился в школе № 9 в посёлке Новоозёрное. Окончил Высшее военно-морское училище имени М. В. Фрунзе в Ленинграде. Служил на ракетном крейсере «Украина», корвете «Винница» и морском тральщике «Жёлтые Воды». С 30 июля 1997 года по 30 июля 2001 год в должности капитана 3-го ранга командовал тральщиком «Жёлтые Воды».

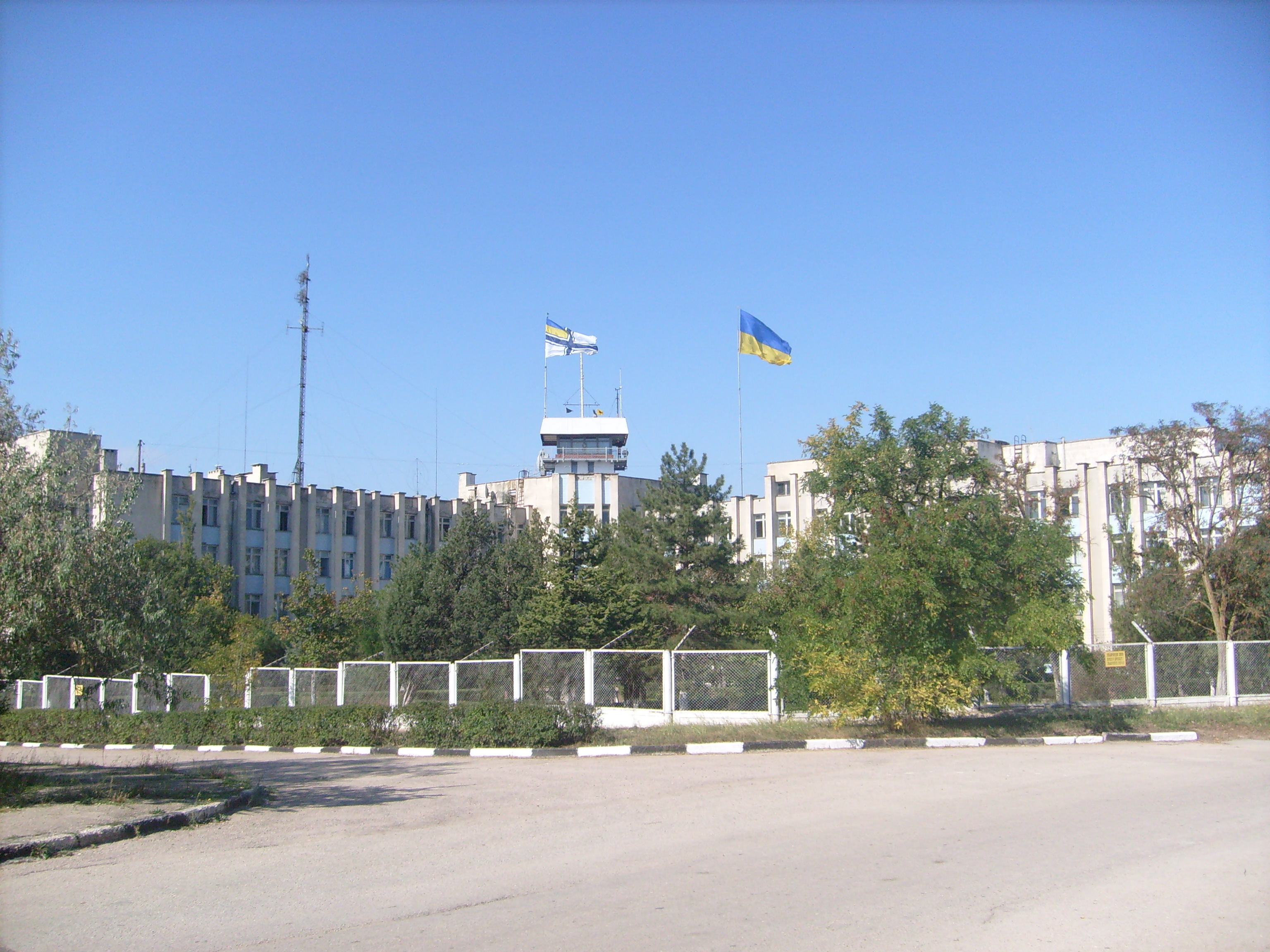
Штаб Южной военно-морской базы Украины в Новоозёрном

Служил в качестве начальника штаба Южной военно-морской базы Украины. В апреле 2004 года командовал походом корвета «Луцка» в Турцию. В 2004 году Владимир Догонов был назначен на должность командира Южной военно-морской базы, которая располагалась в Новоозёрном. В этом же году окончил Черноморское Высшее военно-морское ордена Красной Звезды училище имени П. С. Нахимова в Севастополе. Позже получил звание капитана 1-го ранга. 19 октября 2009 года указом Президента Украины Виктора Ющенко награждён медалью «За военную службу Украине».
Владимир Догонов участвовал в региональных выборах, которые состоялись 31 октября 2010 года на пост поселкового головы Новоозёрного. Догонов баллотировался от Партии регионов. На выборах ему противостояли 6 кандидатов. В итоге он уступил самовыдвиженцу Олегу Курятенко.
Во время аннексии Крыма Российской Федерацией, в марте 2014 года, Южная военно-морская база Украины была заблокирована военнослужащими Российской Федерации. 19 марта 2014 года штаб базы перешёл под контроль РФ, а 25 марта последний корабль под украинским флагом в Крыму «Черкассы» перешёл под контроль вооружённых сил России.
Позже, Догонов покинул Крым и с апреля 2014 года являлся командиром части А2506 в Жёлтых Водах (Днепропетровская область). В 2015 году стал начальником Николаевского гарнизона (военная часть А3130).

## Личная жизнь
Жена — Лариса, дочь — Мария. Владимир является собственником квартиры в Севастополе и двух земельных участков в Крыму общей площадью более 2 тысяч гектаров. Владеет автомобилем Mitsubishi Pajero Sport (2013 года выпуска).

## Награды
- Медаль «За военную службу Украине» (19 октября 2009 года)